# Cláusula del mandato básico
En Alemania, con el sistema electoral mixto, hay una cláusula del mandato básico (en alemán Grundmandatsklausel) que puede utilizarse como cláusula de barrera en algunas elecciones. Consiste en que los partidos que no hayan obtenido el 5% de los votos pero si un número determinado de candidatos electos directamente en distritos (mandatos directos, también llamados mandatos básicos en este contexto), podrán obtener representación parlamentaria, ya que al obtener estos mandatos básicos, se le asignará de esta manera al partido una cantidad de escaños en proporción a su cantidad de votos de lista. Por lo tanto, es vista como una alternativa a la cláusula del cinco por ciento.

## Legislación
La cláusula del mandato básico se pone en práctica a nivel federal, necesitándose tres mandatos en este caso. Hasta 1957 se necesitó solo un mandato.
Una cláusula similar no existe en todos los estados federales. Únicamente se pone en práctica en Berlín, Brandeburgo, Sajonia y Schleswig-Holstein.
De igual manera, la cantidad de mandatos directos necesarios para acceder a esta cláusula varía según cada estado federado. En Sajonia son necesarios dos mandatos, en los demás estados solo uno.

## Casos

### Nivel federal
Esta cláusula se ha puesto en práctica cuatro veces en el ámbito federal: en las elecciones de 1953, 1957, 1994 y 2021.
En las elecciones federales de 1953, el Partido Alemán (DP) obtuvo el 3.3% de los votos, pero al obtener 10 mandatos directos, pudo obtener 15 escaños en el Bundestag. En la misma elección, el Partido de Centro (DZP) obtuvo un mandato directo en el distrito Oberhausen – Wesel III y por lo tanto, 3 escaños en el Bundestag.
En las elecciones federales de 1957, fue nuevamente el Partido Alemán quien se vio favorecido por la cláusula. En esta elección obtuvo el 3.4% de los votos pero al obtener seis mandatos directos, pudo obtener 17 escaños en el Bundestag.
En las elecciones federales de 1994, el Partido del Socialismo Democrático (PDS) obtuvo el 4,4% de los votos, pero al obtener 4 mandatos directos en Berlín, se le asignaron 30 escaños, la cantidad que le correspondía en proporción a su porcentaje.
En las elecciones federales de 2021, Die Linke obtuvo el 4,9% de los votos, pero al obtener dos mandatos directos en Berlín y uno en Leipzig (Estado Libre de Sajonia), se le asignaron 39 escaños, la cantidad que le correspondía en proporción a su porcentaje.

### Nivel estatal
En las Elecciones estatales de Brandeburgo de 2014, la asociación electoral BVB/FREIE WÄHLER obtuvo el 2,7% de los votos, pero gracias a la elección de su candidato directo Christoph Schulze con el 27% de los votos en la  circunscripción Teltow-Flaming III, al partido se le asignaron 3 escaños.
En las elecciones estatales de Sajonia de 2024, La Izquierda pudo obtener 6 escaños pese a tener un 4,5% de los votos, gracias a la obtención de dos mandatos directos.